# Otoe
Otoe è un villaggio degli Stati Uniti d'America della contea di Otoe nello Stato del Nebraska. La popolazione era di 171 persone al censimento del 2010.

## Storia
Il villaggio è stato fondato nel 1880 come proposta per la linea della Missouri Pacific Railroad da Kansas City ad Omaha. La città in origine si chiamava Berlin; dato che molti dei primi abitanti erano luterani tedeschi. Nel 1896, quando la popolazione ha raggiunto i 200 abitanti, la città è stata incorporata. È sopravvissuta e ricostruita dopo che un tornado nel 1913 ha distrutto la maggior parte delle sue attività.
L'entrata degli Stati Uniti nella prima guerra mondiale è stato seguito da un sentimento antitedesco, che si estendeva per una città che portava il nome della capitale della Germania. Nel 1918 una serie di incendi ha distrutto un blocco della via principale della città ed è stato attribuito ai crociati antitedeschi. Nell'ottobre 1918, meno di un mese prima della fine della guerra, il nome della città è stato cambiato con quello attuale cioè Otoe. Berlin Precinct è stato lasciato invariato, tuttavia.
Il servizio ferroviario di passeggeri ad Otoe è stato interrotto nel 1932; nonostante questa battuta d'arresto, la città ha continuato a crescere, raggiungendo il massimo storico di 298 abitanti al censimento del 1940. Dopo la seconda guerra mondiale, la popolazione ha cominciato a declinare. Nel 1958, la scuola media è stata chiusa; negli anni 60, la linea ferroviaria che attraversava Otoe è stata abbandonata.

## Geografia fisica
Otoe è situata a 40°43′29″N 96°07′14″W (40.724587, -96.120554).
Secondo lo United States Census Bureau, ha un'area totale di 0,16 mi² (0,41 km²).

## Società

### Evoluzione demografica
Secondo il censimento del 2010 nel villaggio abitavano 171 persone.

### Etnie e minoranze straniere
Secondo il censimento del 2010, la composizione etnica del villaggio era formata dal 95,3% di bianchi, l'1,2% di nativi americani, il 2,3% di altre razze, e l'1,2% di due o più etnie. Ispanici o latinos di qualunque razza erano il 2,3% della popolazione.